# شوبيان
شوبيان رمزها «SH» (بالإنجليزية: Shopian)‏ ، هو تقسيم إداري لدولة الهند تتبع ولاية جامو وكشمير (بالإنجليزية: Jammu  and  Kashmir)‏ ، مركزها هو مدينة شوبيان (بالإنجليزية: Shopian)‏ عدد سكانها حسب تعداد سنة 2001 هو 211,332 ، مساحتها 265,960 كم² وكثافة السكان 312 لكل كم² .